# 馬文 (弘治乙丑進士)
馬文（1480年—？），字□，雲南金齒衛軍籍，明朝政治人物。

## 生平
雲南鄉試第五十三名舉人。弘治十八年（1505年）中式乙丑科會試第五十三名，三甲第一百一十七名進士。官重庆府知府。

## 家族
曾祖馬玉；祖父馬□；父馬□，□。母朱氏；繼母崔氏。慈侍下。